# Compton-Effekt
| Feynman-Diagramme |
| ----------------- |
| s-Kanal           |
| u-Kanal           |

Compton-Streuung

Als Compton-Effekt bezeichnet man die Vergrößerung der Wellenlänge eines Photons bei der Streuung an einem Teilchen. Erstmals wurde der Compton-Effekt an Elektronen beobachtet. Diese Compton-Streuung (nach Arthur Holly Compton, der hierfür 1927 den Nobelpreis für Physik erhielt) ist ein wichtiger Ionisationsprozess und der dominierende Wechselwirkungsprozess energiereicher Strahlung mit Materie für Photonenenergien zwischen etwa 100 keV und 10 MeV.

## Geschichte
Bis zur Entdeckung des Compton-Effekts war der Photoeffekt der einzige Befund, dass Licht sich nicht nur wie eine Welle, sondern auch wie ein Strom von Teilchen verhält (siehe auch Welle-Teilchen-Dualismus).
Als Arthur Compton im Jahre 1922 die Streuung von hochenergetischen Röntgenstrahlen an Graphit untersuchte, machte er zwei Beobachtungen: Zum einen war die Streuwinkelverteilung in Vorwärts- und Rückwärtsrichtung nicht gleich und zum anderen war die Wellenlänge der gestreuten Strahlung größer als die der einfallenden Strahlung. Beide Beobachtungen waren mit der Vorstellung unverträglich, eine elektromagnetische Welle werde an freien Elektronen (Thomson-Streuung) oder an gebundenen Elektronen (Rayleigh-Streuung) gestreut, denn dann würden die Elektronen mit der Frequenz der einfallenden Welle schwingen und eine Welle mit unveränderter Frequenz aussenden.
Stattdessen zeigten Comptons Messungen, dass sich die Wellenlänge der gestreuten Strahlung je nach Streuwinkel wie bei einem Stoß zwischen Teilchen, dem Photon und dem Elektron, verhält (Herleitung siehe unten). Damit bestätigte Compton den Teilchencharakter von Licht.
Während die Berechnung der Energie des gestreuten Photons und Elektrons aus den klassischen Energie- und Impulserhaltungssätzen ableitbar ist, wenn man nur annimmt, dass das Photon ein Teilchen ist, ist dies für die Winkelverteilung der Streuung nicht mehr möglich. Zwei harte Kugeln zeigen einen anderen differentiellen Streuquerschnitt als der Compton-Effekt. Dieser ist erst verständlich, wenn sowohl Elektron als auch Photon im Rahmen der Quantenelektrodynamik behandelt werden.

## Compton-Wellenlänge

Energien von Elektron (blau) und Photon (grau) nach der Compton-Streuung eines Photons mit 51 keV, 511 keV bzw. 5 MeV (die Ordinaten sind in Einheiten der Ruheenergie des Elektrons E = m_{e}c^{2}), jeweils in Abhängigkeit vom Streuwinkel (180° bedeutet Rückstreuung des Photons mit maximalem Energieübertrag).

Beim Stoß an einem (quasi) freien, ruhenden Elektron übernimmt dieses einen Teil der Energie{\displaystyle \ E} des Photons, dessen Energie sich auf{\displaystyle \ E'} vermindert – es handelt sich um einen elastischen Stoß. Je größer seine Ausgangsenergie, desto vollständiger kann die Energie übertragen werden, siehe Abbildungen rechts. Der Streuwinkel {\displaystyle \varphi } ist der Winkel, um den sich die Bewegungsrichtung des Photons ändert. Bei einem „Streifschuss“ mit Ablenkung um {\displaystyle \varphi \approx 0^{\circ }} behält das Photon fast seine ganze Energie, bei einem „Frontalzusammenstoß“ mit {\displaystyle \varphi =180^{\circ }} wird das Photon zurückgestreut und gibt die maximal übertragbare Energie ab.

### Definition
Durch den Energieverlust nimmt die Wellenlänge des Photons zu. Bemerkenswert ist, dass diese Zunahme {\displaystyle \ \Delta \lambda =\lambda '-\lambda } nur vom Winkel {\displaystyle \ \varphi } und nicht von der ursprünglichen Photonenenergie abhängt:
{\displaystyle \Delta \lambda ={\frac {h}{m_{\mathrm {e} }c}}\left(1-\cos \varphi \right)=\lambda _{\mathrm {C} }\left(1-\cos \varphi \right)\,.}
Die Compton-Wellenlänge ist für ein Teilchen mit Masse eine charakteristische Größe. Sie gibt die Zunahme der Wellenlänge des rechtwinklig an ihm gestreuten Photons an.
Die Compton-Wellenlänge eines Teilchens der Masse {\displaystyle m} beträgt
{\displaystyle \lambda _{\mathrm {C} }={\frac {h}{m\,c}}\,,}
wobei {\displaystyle h} die Planck-Konstante und {\displaystyle c} die Lichtgeschwindigkeit ist. Sie ist damit die Wellenlänge, die ein Photon hat, wenn dessen Energie {\displaystyle E_{\gamma }=hc/\lambda } gleich der Ruheenergie {\displaystyle E_{0}=mc^{2}} des Teilchens ist.
Die Compton-Wellenlängen des Elektrons ist 2.43e-12 m. Diese sehr geringen Wellenlängenänderungen sind der Grund dafür, dass der Compton-Effekt nur bei sehr kurzwelliger Strahlung, im Bereich der Röntgen- und Gammastrahlung, beobachtet werden kann. Bei größeren Wellenlängen ist deren relative Zunahme zu gering, die Streuung scheint ohne Energieverlust stattzufinden, man spricht dann von Thomson-Streuung.

## Streuquerschnitt
Der winkelabhängige Wirkungsquerschnitt für die Compton-Streuung ist (in der Näherung freier, ruhender Elektronen) durch die Klein-Nishina-Formel gegeben. Bei der Compton-Streuung in Materie wird ein Elektron aus der Atomhülle geschlagen. In diesem Fall gelten diese Formeln nur noch näherungsweise. Der Einfluss des Impulses des gebundenen Elektrons auf die Energie des gestreuten Photons wird als Dopplerverbreiterung bezeichnet. Es handelt sich dabei um die Projektion der Impulsverteilung der streuenden Elektronen auf die Richtung des Impulsübertrags während der Streuung. Sie ist bei niedrigen Photonenergien, großen Streuwinkeln und Atomen mit hoher Kernladungszahl besonders ausgeprägt.
Streut man Photonen an anderen Objekten als Elektronen, zum Beispiel an einem Proton, so muss in obigen Gleichungen die Masse {\displaystyle m} entsprechend eingesetzt werden, wodurch sich Compton-Wellenlänge und Wirkungsquerschnitt ändern würden.

## Inverser Compton-Effekt
Beim inversen Compton-Effekt streut ein hochenergetisches Elektron (oder ein anderes geladenes Teilchen, etwa ein Proton) an einem niederenergetischen Photon und überträgt Energie auf das Photon. Der inverse Compton-Effekt tritt in Teilchenbeschleunigern auf und kann in der Astrophysik bei Ausströmungen in den Koronen von Akkretionsscheiben aktiver Galaxienkerne und bei Supernovae beobachtet werden (siehe auch Sunjajew-Seldowitsch-Effekt). Inverse Compton-Streuung an der Hintergrundstrahlung beschränkt die Maximalenergie von Protonen in der kosmischen Strahlung (siehe auch GZK-Cutoff).

## Anwendungen
Da es sehr schwierig ist, Gammastrahlung mittels Linsen zu fokussieren, spielt der Compton-Effekt eine wichtige Rolle bei der Abbildung mittels Gammastrahlen im Energiebereich von einigen hundert keV bis zu einigen zehn MeV. In sogenannten Compton-Teleskopen (auch Compton-Kameras genannt) misst man Energie und Richtung des gestreuten Photons sowie Energie und (manchmal) auch Richtung des Elektrons. So können Energie, Ursprungsrichtung und unter Umständen die Polarisation des einfallenden Photons bestimmt werden. In der Realität wird dies durch Messunsicherheiten und nicht gemessene Größen wie die Richtung des Elektrons jedoch stark erschwert, so dass komplexe Ereignis- und Bildrekonstruktionsmethoden angewandt werden müssen.
Das wohl bekannteste Compton-Teleskop war COMPTEL, das an Bord des NASA-Satelliten Compton Gamma Ray Observatory (CGRO) von 1991 bis 2000 als erstes Teleskop den Sternenhimmel im Energiebereich zwischen 0,75 und 30 MeV erforschte.
Compton-Kameras könnten zukünftig im Bereich der Medizin gegenüber den heute (2019) verwendeten Szintigraphie-Gammakameras eine bessere räumliche Auflösung liefern, also Tumoren und Metastasen exakter lokalisieren. In der Nukleartechnik könnten in Zukunft mittels Compton-Kameras z. B. Nuklearanlagen oder nukleare Abfälle überwacht werden.
Für die Sicherheitskontrollen an Flughäfen wurden Scanner-Geräte entwickelt, welche die Compton-Rückstreuung (engl. backscatter) von Röntgenstrahlung an Oberflächen nutzen. Diese werden zurzeit in den USA getestet.
Der inverse Compton-Effekt wird genutzt, um durch Rückstreuung von Laserphotonen an hochenergetischen Elektronen monochromatische, linear polarisierte Gammastrahlung zu erzeugen.

## Compton-Kontinuum und Compton-Kante

Energieverteilung der Compton-Elektronen bei einfallenden monochromatischen γ-Quanten mit der Energie hν

Aus den unten hergeleiteten Formeln errechnet man leicht einen Ausdruck für die winkelabhängige Energie des Photons {\displaystyle E_{\gamma }'} und die kinetische Energie des Elektrons {\displaystyle E_{\rm {e}}'} nach der Streuung (Klein-Nishina-Formel):
Photon: {\displaystyle E_{\gamma }'(\varphi )={\frac {E_{\gamma }}{1+{\frac {E_{\gamma }}{m_{\mathrm {e} }c^{2}}}(1-\cos \varphi )}}}
Elektron: {\displaystyle E_{\rm {e}}'(\varphi )=E_{\gamma }-E_{\gamma }'(\varphi )=E_{\gamma }\left(1-{\frac {1}{1+{\frac {E_{\gamma }}{m_{\mathrm {e} }c^{2}}}(1-\cos(\varphi ))}}\right)}
Werden viele Photonen der Energie {\displaystyle E_{\gamma }=h\nu } nach Compton gestreut (etwa in einem Szintillator oder anderen Detektor), so ergibt sich ein charakteristisches Energiespektrum der gestreuten Elektronen, wie es die nebenstehende Grafik zeigt. Die hierbei auf die Elektronen übertragene Energie ist eine kontinuierliche Funktion des Streuwinkels {\displaystyle \phi } (Compton-Kontinuum), hat jedoch eine scharfe obere Schranke. Diese sogenannte Compton-Kante ergibt sich, weil die gestreuten Photonen bei {\displaystyle \phi } = 180° die größtmögliche Energie an die Elektronen übertragen. Somit liegt die Kante im Spektrum bei
{\displaystyle E_{\rm {e}}'(180^{\circ })=E_{\gamma }\left(1-{\frac {1}{1+{\frac {2E_{\gamma }}{m_{\mathrm {e} }c^{2}}}}}\right)={\frac {2E_{\gamma }^{2}}{m_{\mathrm {e} }c^{2}+2E_{\gamma }}}={\frac {E_{\gamma }}{1+{\frac {m_{\mathrm {e} }c^{2}}{2E_{\gamma }}}}}}.
Zusätzlich erhält man im Energiespektrum einen „Photopeak“ oder „Full Energy Peak“, eine Spektrallinie bei der Energie {\displaystyle E_{\gamma }}. Sie stammt von Detektionsereignissen, bei denen die gesamte Energie des Photons im Detektor deponiert wurde, beispielsweise durch den Photoeffekt. Aus der obigen Formel lässt sich ablesen, dass sich die zu einem Photopeak gehörige Compton-Kante bei
{\displaystyle {\frac {E_{\gamma }}{1+{\frac {m_{\mathrm {e} }c^{2}}{2E_{\gamma }}}}}}
links von diesem Peak befindet.

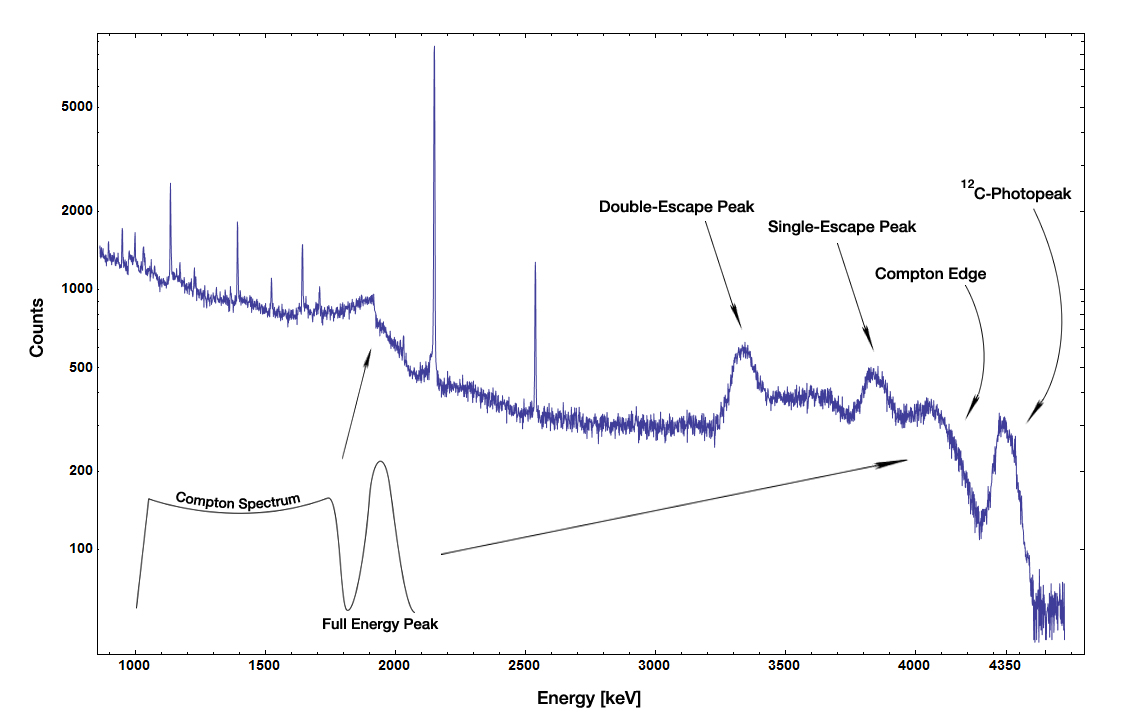
Gammaspektrum mit Spektrallinie bei 4,4 MeV, aufgenommen mit einem Germanium-Halbleiterdetektor. Es ist zu berücksichtigen, dass die Energie-Skala nicht direkt die Energie der Photonen angibt, sondern die im Detektor deponierte Energie der gestoßenen Elektronen.

Die Abbildung rechts zeigt ein mit einem Germaniumdetektor aufgenommenes Gamma-Spektrum. Bei etwa 4,4 MeV findet sich der breite Photopeak der Gammastrahlung, die aus unelastischer Neutronenstreuung an 12C-Atomkernen stammt (die Linie ist durch Rückstoßbewegung der Kohlenstoff-Kerne dopplerverbreitert). Aus der Gammaenergie 4,4 MeV folgt mit der obigen Gleichung, dass die zugehörige Compton-Kante bei etwa 4,2 MeV liegen muss, wo sie in der Abbildung auch leicht zu erkennen ist. Links von ihr zeigt sich das zugehörige Kontinuum. Die als „single escape“ und „double escape“ gekennzeichneten Peaks haben mit dem Compton-Effekt nichts zu tun; sie entstehen, wenn das Photon über Paarbildung im Detektor wechselwirkt und bei der anschließenden e+e−-Annihilation eines bzw. beide der entstehenden 511-keV-Photonen entweichen. Außerdem wird Gammastrahlung von 2160 keV detektiert, die von einem anderen Kern herrührt und als scharfe Linie, mit Compton-Spektrum sowie single- und double-escape-Linien 511 keV bzw. 1022 keV darunter, erkennbar ist.

## Herleitung der Compton-Formel
Bei den unterschiedlichen Herleitungen wird immer ein freies Elektron angenommen. Ist das Elektron in einem Atom gebunden, muss man die Bindungsenergie von der kinetischen Energie des Elektrons nach dem Stoß abziehen.

### Ruhendes Elektron
Im Folgenden berechnen wir die Compton-Formel, indem wir das Teilchen als zu Beginn ruhend annehmen. Bei der Streuung überträgt das Photon einen Teil seiner Energie auf das Elektron, sodass sich die beiden Teilchen nach der Streuung in verschiedenen Richtungen auseinander bewegen.
Zunächst betrachten wir, welche Energie und welchen Impuls die jeweiligen Teilchen vor sowie nach der Streuung tragen ({\displaystyle \nu } steht dabei für die Frequenz):
| Energie des …                                            | Energie des …                         | Impuls des …                            | Impuls des …                         |
| Elektrons vorher                                         | Photons vorher                        | Photons vorher                          | Elektrons vorher                     |
| {\displaystyle \ E_{\mathrm {e} }=m_{\mathrm {e} }c^{2}} | {\displaystyle \ E_{\gamma }=h\nu }   | {\displaystyle \ p_{\gamma }=h\nu /c}   | {\displaystyle \ p_{\mathrm {e} }=0} |
| Elektrons nachher                                        | Photons nachher                       | Photons nachher                         | Elektrons nachher                    |
| {\displaystyle \ E_{\mathrm {e} }'}                      | {\displaystyle \ E_{\gamma }'=h\nu '} | {\displaystyle \ p'_{\gamma }=h\nu '/c} | {\displaystyle \ p'_{\mathrm {e} }}  |
Die beiden Teilchen müssen vor und nach der Streuung den Energie- und Impulserhaltungssatz erfüllen.
| Energieerhaltungssatz                                                       | Impulserhaltungssatz                                                                  |
| {\displaystyle E_{\mathrm {e} }+E_{\gamma }=E_{\mathrm {e} }'+E_{\gamma }'} | {\displaystyle {\vec {p}}_{\gamma }={\vec {p}}_{\mathrm {e} }'+{\vec {p}}_{\gamma }'} |
In der speziellen Relativitätstheorie stehen die Energie und der Impuls eines Teilchens über die Energie-Impuls-Beziehung miteinander in Zusammenhang. Da sich die Teilchen auf den Seiten eines Dreiecks bewegen, die ihrem jeweiligen Impuls entsprechen, stehen die räumlichen Impulse über den Kosinussatz in Verbindung. Es gilt:
| Energie-Impuls-Beziehung                                                                       | Kosinussatz |
| {\displaystyle E_{\mathrm {e} }^{2}=E_{\mathrm {e} }'^{2}-{\vec {p}}_{\mathrm {e} }'^{2}c^{2}} | {\displaystyle {\vec {p}}_{\mathrm {e} }'^{2}={\vec {p}}_{\gamma }^{2}+{\vec {p}}_{\gamma }'^{2}-2\vert {\vec {p}}_{\gamma }\vert \cdot \vert {\vec {p}}_{\gamma }'\vert \cos \varphi } |
Nach dem Einsetzen der Ausdrücke für {\displaystyle E_{e}'} und {\displaystyle p'_{e}} in die Energie-Impuls-Beziehung und Zusammenfassen der Terme folgt
{\displaystyle {\frac {1}{\nu '}}-{\frac {1}{\nu }}={\frac {h}{m_{\mathrm {e} }c^{2}}}\left(1-\cos \varphi \right)}
| {\displaystyle \Delta \lambda ={\frac {h}{m_{\mathrm {e} }c}}\left(1-\cos \varphi \right)} |
Dabei wurde in der letzten Umformung der Zusammenhang zwischen Wellenlänge und Frequenz mittels  {\displaystyle c=\lambda \nu } ausgenutzt.
Alternativ kann man aus derselben Gleichung auch die Energie des wegfliegenden (gestreuten) Photons bestimmen:
| {\displaystyle E'_{\gamma }={\frac {E_{\gamma }}{1+{\frac {E_{\gamma }}{m_{\mathrm {e} }c^{2}}}(1-\cos \varphi )}}} |
Daran ist gut zu erkennen, dass eine vollständige Absorption, d. h. {\displaystyle E'_{\gamma }=0}, nicht möglich ist. Dem Photon verbleibt mindestens die Energie
{\displaystyle E'_{\gamma }={\frac {E_{\gamma }}{1+2{\frac {E_{\gamma }}{m_{\mathrm {e} }c^{2}}}}}},
die sich bei Rückwärtsstreuung ({\displaystyle \phi }=180°) ergibt.

### Beliebiges Bezugssystem
Während sich der Compton-Effekt im Falle eines ruhenden Elektrons leicht trigonometrisch berechnen lässt, stellt sich die Situation in einem beliebigen Bezugssystem schwieriger dar. In diesem Fall bewegt sich das Elektron vor dem Stoß mit der Geschwindigkeit {\displaystyle {\vec {v}}}, wobei es die Gesamtenergie {\displaystyle E_{\mathrm {e} }=\gamma m_{\mathrm {e} }c^{2}} und den Impuls {\displaystyle |{\vec {p}}|=\gamma m_{\mathrm {e} }c\beta } trägt,
mit {\textstyle \beta ={\frac {|{\vec {v}}|}{c}}} und {\textstyle \gamma ={\frac {1}{\sqrt {1-\beta ^{2}}}}}.
Um den Compton-Effekt im nun betrachteten Fall zu berechnen, verwenden wir den Vierervektor-Formalismus.
Die Viererimpulse, welche die beteiligten Teilchen vor und nach dem Streuprozess besitzen, sind
| Elektron vorher                                                                   | Photon vorher                                                                                         |
| {\displaystyle p^{\mu }=\left({\frac {E_{\mathrm {e} }}{c}},{\vec {p}}\right)}    | {\displaystyle q^{\mu }=\left({\frac {E_{\gamma }}{c}},{\frac {E_{\gamma }}{c}}{\vec {n}}\right)}     |
| Elektron nachher                                                                  | Photon nachher                                                                                        |
| {\displaystyle p'^{\mu }=\left({\frac {E'_{\mathrm {e} }}{c}},{\vec {p}}'\right)} | {\displaystyle q'^{\mu }=\left({\frac {E'_{\gamma }}{c}},{\frac {E'_{\gamma }}{c}}{\vec {n}}'\right)} |
Hierbei bezeichnet {\displaystyle {\vec {n}}} einen Einheitsvektor, der in Bewegungsrichtung des Photons zeigt.
Aus der Energie-Impuls-Relation folgt {\displaystyle p^{2}=p'^{2}=(m_{\mathrm {e} }c)^{2}} und {\displaystyle q^{2}=q'^{2}=0}. Für die gemischten Produkte gilt
{\displaystyle {\begin{aligned}p_{\mu }q^{\mu }&=\gamma m_{\mathrm {e} }E_{\gamma }(1-\beta \cos \Omega )\\p_{\mu }q'^{\mu }&=\gamma m_{\mathrm {e} }E'_{\gamma }(1-\beta \cos \Omega ')\\q_{\mu }q'^{\mu }&={\frac {E_{\gamma }E'_{\gamma }}{c^{2}}}(1-\cos \varphi )\end{aligned}}}
Dabei bezeichnet
- {\displaystyle \Omega } den Winkel zwischen den Bewegungsrichtungen von Elektron und Photon vor der Streuung,
- {\displaystyle \Omega '} den Winkel zwischen den Bewegungsrichtungen von Elektron vor der Streuung und Photon nach der Streuung und
- {\displaystyle \varphi } den Winkel zwischen den Bewegungsrichtungen von Photon vor der Streuung und Photon nach der Streuung.

Wird ein Photon an einem Elektron gestreut, so muss die Energie- und Impulserhaltung erfüllt sein. Da die Energie proportional der Nullkomponente des Viererimpulses ist und die restlichen Komponenten den Impuls repräsentieren, folgt
{\displaystyle p^{\mu }+q^{\mu }-q'^{\mu }=p'^{\mu }\Rightarrow p_{\mu }q^{\mu }-q_{\mu }q'^{\mu }-p_{\mu }q'^{\mu }=0}.
Nach Einsetzen der Skalarprodukte und Umformen folgt
| {\displaystyle E'_{\gamma }=E_{\gamma }{\frac {(1-\beta \cos \Omega )}{(1-\beta \cos \Omega ')+{\frac {h\nu }{\gamma m_{\mathrm {e} }c^{2}}}(1-\cos \varphi )}}} |
Je nach Einfallswinkel und kinetischer Energie kann das Elektron eine gewisse Energie an das Photon übertragen (inverse Compton-Streuung). Im Ruhesystem des Elektrons war die Geschwindigkeit desselben vor dem Stoß gleich Null. Demnach ist
{\displaystyle \gamma =1} und {\displaystyle \beta =0},
womit sich die bereits bekannte Formel
| {\displaystyle E'_{\gamma }={\frac {E_{\gamma }}{1+{\frac {E_{\gamma }}{m_{\mathrm {e} }c^{2}}}(1-\cos \varphi )}}} |
ergibt.